# Platerówka (gmina)
Platerówka (do 1954 gmina Zalipie Dolne) – gmina wiejska w województwie dolnośląskim, w powiecie lubańskim. W latach 1975–1998 gmina położona była w województwie jeleniogórskim.
Siedziba gminy to Platerówka.
Według danych z 20 sierpnia 2009 gminę zamieszkiwały 1702 osoby.
Jest to najmniejsza pod względem ludności gmina województwa dolnośląskiego.

## Struktura powierzchni
Według danych z roku 2002 gmina Platerówka ma obszar 47,94 km², w tym:
- użytki rolne: 55%
- użytki leśne: 36%

Gmina stanowi 11,2% powierzchni powiatu.

## Demografia

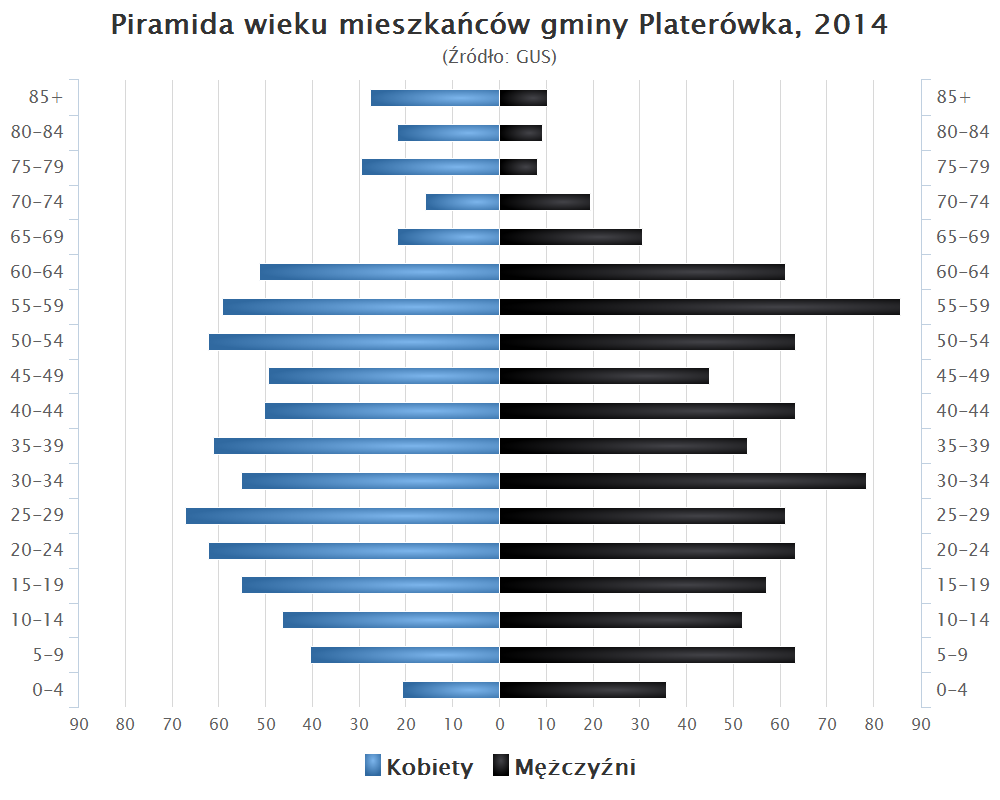
Piramida wieku mieszkańców gminy Platerówka w 2014 roku

Dane z 30 czerwca 2004:
| Opis                              | Ogółem | Ogółem | Kobiety | Kobiety | Mężczyźni | Mężczyźni |
| --------------------------------- | ------ | ------ | ------- | ------- | --------- | --------- |
| jednostka                         | osób   | %      | osób    | %       | osób      | %         |
| populacja                         | 1739   | 100    | 881     | 50,7    | 858       | 49,3      |
| gęstość zaludnienia (mieszk./km²) | 36,3   | 36,3   | 18,4    | 18,4    | 17,9      | 17,9      |

## Sołectwa
Platerówka, Włosień, Zalipie.
Miejscowość bez statusu sołectwa: Przylasek. Leśniczówka Węgliniec została zniesiona z dniem 1 stycznia 2013.

## Sąsiednie gminy
Leśna, Lubań, m. Lubań, Siekierczyn, Sulików. Gmina sąsiaduje z Czechami.